# Ejército Japonés del Área de Birmania

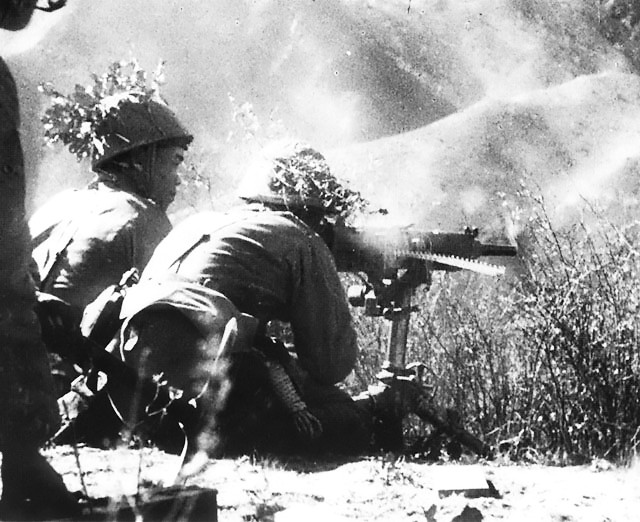

El Ejército Japonés del Área de Birmania (緬甸方面軍 Biruma hōmen gun) era un ejército del Ejército Imperial Japonés durante la Segunda Guerra Mundial.

## Historia
El Ejército Japonés del Área de Birmania se formó el 27 de marzo de 1943, bajo el control del Grupo de Ejércitos Expedicionario del Sur, como parte de reserva para defender al Estado de Birmania, nominalmente independiente, contra la liberación de las fuerzas británicas con sede en la vecina India.
Este ejército no estaba equipado como otras unidades de fuerza comparable, debido a la disminución de suministros externos, principalmente debido a los crecientes ataques de EE. UU. y el Reino Unido a las rutas de suministro navales japonesas. Como resultado, muchos requisitos logísticos fueron comprados a Myanmar (Birmania), Malasia y Tailandia. En 1943, la responsabilidad principal del EJAB era sofocar las insurgencias de los Shan, Karen y otros grupos tribales en las regiones remotas, y reaccionar ante las incursiones de los Chindits de la India británica o las fuerzas del Kuomintang de Yunnan.
Para la campaña de 1944, el teniente general Renya Mutaguchi, comandante del 15.º Ejército Japonés, que en ese momento estaba asignada al Ejército del Área de Birmania, presionó por una estrategia ofensiva. La batalla de Kohima y la batalla de Imphal resultantes se encontraron entre los peores desastres que sufrió el Ejército Imperial Japonés. En las operaciones subsiguientes de la campaña de Birmania, el Ejército Japonés continuó sufriendo pérdidas masivas, y después de la batalla de Meiktila y Mandalay y la Operación Drácula, fue expulsado de Birmania.
Los restantes supervivientes del Ejército Japonés del Área de Birmania se rindieron a las fuerzas aliadas en Moulmein el 15 de agosto de 1945.

## Comandantes

### Oficiales al mando
|   | Nombre                           | Desde                | Hasta                    |
| - | -------------------------------- | -------------------- | ------------------------ |
| 1 | Teniente General Masakazu Kawabe | 18 de marzo de 1943  | 30 de agosto de 1944     |
| 2 | General Heitarō Kimura           | 30 de agosto de 1944 | 12 de septiembre de 1945 |

### Jefes de Estado Mayor
|   | Nombre                            | Desde                    | Hasta                    |
| - | --------------------------------- | ------------------------ | ------------------------ |
| 1 | Teniente General Eitaro Naka      | 18 de marzo de 1943      | 22 de septiembre de 1944 |
| 2 | Teniente General Shinichi Tanaka  | 22 de septiembre de 1944 | 23 de mayo de 1945       |
| 3 | Teniente General Tsunamasa Shidei | 23 de mayo de 1945       | 29 de julio de 1945      |

### Libros
- Latimer, Jon (2004). Burma: The Forgotten War. London: John Murray. ISBN 978-0-7195-6576-2.
- Madej, Victor (1981). Japanese Armed Forces Order of Battle, 1937-1945. Game Publishing Company. ASIN: B000L4CYWW.

- Datos: Q712421